# Überetscher Hütte
Die Überetscher Hütte (italienisch Rifugio Oltradige al Roen) ist eine Schutzhütte der Sektion Bozen des Club Alpino Italiano (CAI) im Südtiroler Teil der Nonsberggruppe in Italien.

## Lage und Umgebung

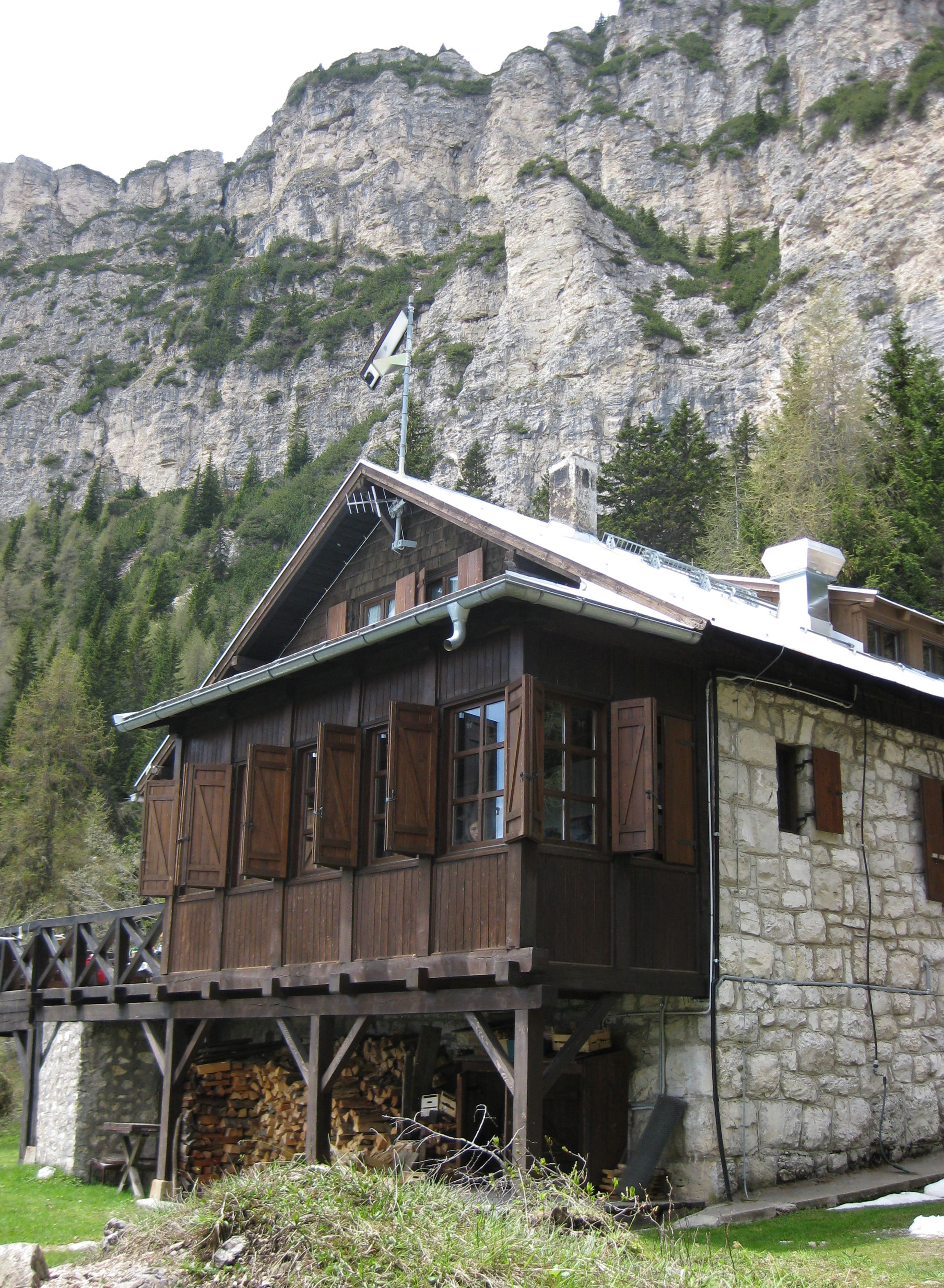
Überetscher Hütte und dahinter aufragende Ostwand des Roen

Die Überetscher Hütte liegt auf 1775 m Höhe auf einer kleinen Geländeterrasse etwas nordöstlich vom Gipfel des Roen (2116 m), der die höchste Erhebung des Mendelkamms darstellt. Dieser fällt nach Osten ins Etschtal steil ab. Am Fuß des Roen im Unterland befindet sich der Ort Tramin (276 m), auf dessen Gemeindegebiet die Hütte liegt.
Am einfachsten erreichbar ist die Überetscher Hütte vom nördlich gelegenen Mendelpass aus über die Roenalm (italienisch Malga Romeno). Weiters führen Wege von Altenburg und Tramin herauf. Von der Hütte aus gelangt man über einen gesicherten Klettersteig zum Gipfel des Roen. Richtung Süden führt ein Steig auf den Schwarzen Kopf, einen Nebengipfel.

## Geschichte
Die 1910 gegründete Sektion Überetsch des Deutschen und Oesterreichischen Alpenvereins (DuOeAV) errichtete die Überetscher Hütte als ihre einzige Sektionshütte, deren Einweihung am 27. Juli 1913 erfolgte. Die von Beginn an bewirtschaftete Hütte war eine der letzten, die von einer Südtiroler Sektion des DuOeAV erbaut wurde. Neben zwei Gastzimmern besaß der im August 1912 fertiggestellte Bau 14 Schlafplätze.
Nach dem Ersten Weltkrieg wurde die Hütte vom italienischen Staat enteignet und 1923 der Sektion Bozen des Club Alpino Italiano (CAI) übergeben.